# ووكاش تيودورتشيك
ووكاش تيودورتشيك (بالبولندية: Łukasz Teodorczyk) (و. 1991  م) هو لاعب كرة القدم، من بولندا، شارك في كأس العالم لكرة القدم 2018، يلعب كمهاجم.

## وصلات خارجية
- ووكاش تيودورتشيك على موقع الاتحاد الدولي (مؤرشف)  (الإنجليزية)
- ووكاش تيودورتشيك على موقع الاتحاد الأوربي (الإنجليزية)
- ووكاش تيودورتشيك على موقع اتحاد أوكرانيا (الإنجليزية)
- ووكاش تيودورتشيك على موقع قاعدة بيانات كرة القدم.إي يو (الإنجليزية)
- ووكاش تيودورتشيك على موقع ناشيونال فوتبول تيمز (الإنجليزية)
- ووكاش تيودورتشيك على موقع Soccerway.com (الإنجليزية)
- ووكاش تيودورتشيك على موقع عالم كرة القدم.نت (الإنجليزية)
- ووكاش تيودورتشيك على موقع AS.com (الإسبانية)